# Nektariusz (Spyrou)
Nektariusz, nazwisko świeckie Spyrou (ur. 15 stycznia 1969 w Larnace) – cypryjski biskup prawosławny.

## Życiorys
Ukończył studia teologiczne na uniwersytecie w Salonikach. W 1996 został wyświęcony na diakona przez metropolitę Kition Chryzostoma. W tym samym roku złożył wieczyste śluby mnisze w klasztorze św. Jerzego w Mawrowounio. Dwa lata później w tymże klasztorze został wyświęcony na hieromnicha przez tego samego hierarchę.
W 2005 wyjechał do Londynu na studia podyplomowe. Przez dwa kolejne lata był proboszczem etnicznie greckiej parafii przy katedrze Krzyża Świętego i św. Michała Archanioła w Londynie. W 2005 arcybiskup Tiatyry (zwierzchnik struktur Patriarchatu Konstantynopolitańskiego w Wielkiej Brytanii) Grzegorz nadał mu godność archimandryty.
W 2008 wrócił na Cypr. We wrześniu tego roku, dzięki rekomendacji metropolity Pafos Jerzego został wybrany przez Święty Synod na biskupa Arsinoe. 14 września 2008 przyjął chirotonię biskupią.
W czerwcu 2016 r. był członkiem delegacji Kościoła Cypru na Święty i Wielki Sobór Kościoła Prawosławnego.
30 lipca 2019 r. został ordynariuszem metropolii Kition.